# Ngựa Welara
Ngựa Welara là một giống ngựa lai Ả Rập một phần được phát triển từ ngựa Ả Rập và ngựa xứ Wales. Giống này ban đầu được nhân giống ở Anh bởi Lady Wentworth tại Trại giống ngựa Crabbet Arabian vào đầu những năm 1900 từ các con ngựa Ả Rập nhập khẩu và ngựa lùn xứ Wales. Việc sinh sản sau đó lan rộng khắp Bắc Mỹ. Năm 1981, một cơ quan đăng ký giống đã được thành lập tại Hoa Kỳ và một cuốn sách về giống ngựa này bắt đầu được xuất bản.

## Lịch sử
Phép lai bắt đầu được thực hiện giữa ngựa Ả Rập và Ngựa Wales ở Sussex, Anh đầu những năm 1900, bởi Lady Wentworth của Trại ngựa giống Crabbet Arabian. Các nhà lai tạo khác ở Anh và Bắc Mỹ đã nhanh chóng làm theo, mặc dù tại thời điểm này họ không tập trung vào việc tạo ra một giống mới, và con lai được gọi là ngựa Welara.
Năm 1981, một cơ quan đăng ký giống, được gọi là American Welara Pony Registry, đã được tạo ra ở Mỹ để phát triển và quảng bá giống ngựa này. Một cuốn sách về giống cũng bắt đầu được xuất bản, và phả hệ của Welara đã được thu thập và bảo tồn. Tính đến năm 2005, cơ quan đăng ký đã chứng nhận cho hơn 1.500 con ngựa con được đăng ký ở Bắc Mỹ, với khoảng 100 con ngựa con mới được đăng ký hàng năm.
Welara hiện đã lan sang các khu vực khác trên thế giới, bao gồm Vùng Caribe, Châu Đại Dương và Châu Âu. Ở châu Âu, những con ngựa lai với ngựa xứ Wales / ngựa Ả Rập, đôi khi có thêm dòng máu Ngựa thuần chủng, thường được gọi là "ngựa cưỡi lùn" hoặc "ngựa lùn thể thao". Ở Mỹ, giống ngựa này được nhìn thấy thường xuyên nhất ở miền trung và miền tây.